# فیزیکال فارماسی
فیزیکال فارماسی (نام علمی: Physical Hharmacy) جنبه‌ای از علم داروسازی است که به بررسی اصول فیزیکی و شیمیائی داروها می‌پردازد